# Nsimbala amfinda
Nsimbala amfinda är en insektsart som beskrevs av Irena Dworakowska 1974. Nsimbala amfinda ingår i släktet Nsimbala och familjen dvärgstritar. Inga underarter finns listade i Catalogue of Life.